# Oncometopia funebroidalis
Oncometopia funebroidalis är en insektsart som beskrevs av Emmrich 1984. Oncometopia funebroidalis ingår i släktet Oncometopia och familjen dvärgstritar. Inga underarter finns listade i Catalogue of Life.